# Colle di Panissars

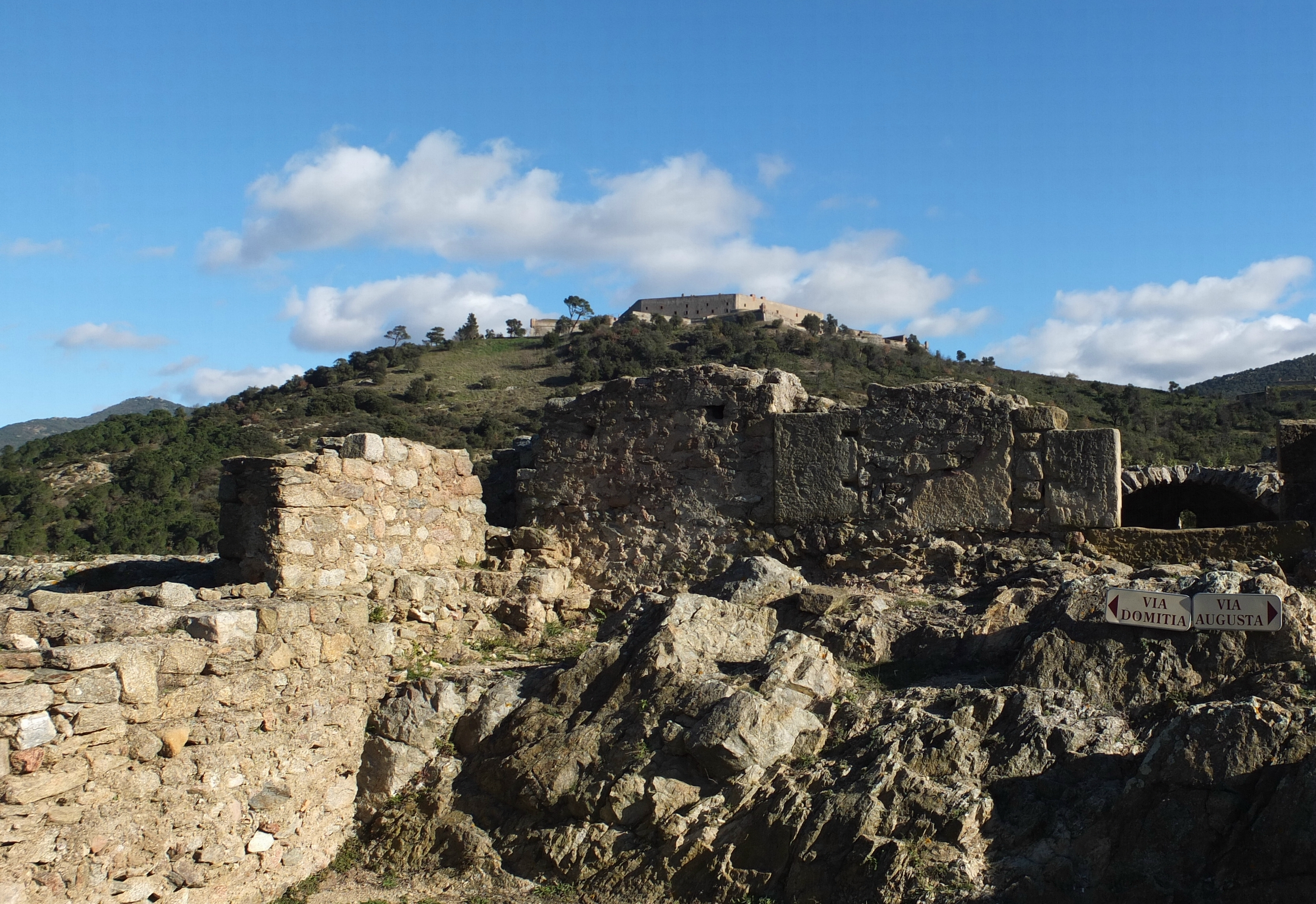
Sito archeologico del Colle di Panissars sfondo Forte di Bellegarde

Il colle di Panissars è un valico dei Pirenei Orientali che si trova a 325 m di altezza nella zona dei Monti Albères. Separa la regione francese del Vallespir da quella spagnola dell'Alt Empordà. Il Passo è uno dei più antichi dei Pirenei ed era conosciuto in epoca romana con il nome di Summum Pyrenaeum e segnava il confine fra la Gallia Narbonensis e la Hispania Citerior. Di qui transitava la Via Domizia che si congiungeva, poco a valle del colle, alla Via Augusta, realizzando quindi un collegamento permanente, transitabile anche durante l'inverno, fra la valle del Rodano e la costa Atlantica.
Oggi i collegamenti stradali sono assicurati dal valico del Perthus, realizzato circa 1 km a nord-est, ma il colle del Panissars conserva un notevole interesse storico per le rovine di varie epoche ivi presenti.

## Sito archeologico

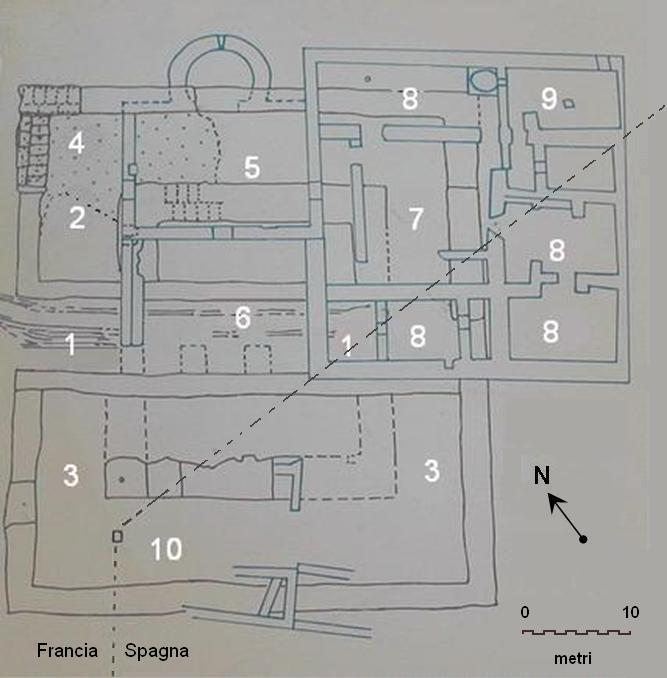
Pianta del sito archeologico di Panissars

Il sito occupa una superficie di circa 3.000 m² e si trova sul bordo dell'attuale confine franco-spagnolo. 
Il luogo è stato nel più totale abbandono per molti secoli. Nel 1984, sono stati effettuati i primi scavi nella parte francese del sito sotto la direzione di Georges Castellvi, nel 1990 gli scavi sono stati estesi nel territorio spagnolo (a cura di Josep Maria Nolla e Isabel Roda), quindi effettuati congiuntamente nel 1993. Il sito è ora diviso tra la Francia (due terzi) e la Spagna (un terzo). Il materiale recuperato nei lavori di scavo è visibile nel vicino Forte di Bellegarde.
Nel giro di poche centinaia di metri vi si trovano i resti del trofeo di Pompeo e del monastero benedettino di Santa Maria de Panissars.
Il monastero fu costruito intorno al 1010 d.C. per dare accoglienza e rifugio a chi attraversava i Pirenei lungo la via Domizia.
La chiesa, probabilmente risalente alla prima metà dell'XI secolo, è del tutto eccezionale: è composta di tre navate che hanno una larghezza maggiore della lunghezza, un'abside semicircolare, un portico e tre ingressi.
I muri esterni e una cripta situata sotto l'abside con resti di affreschi romanici sono tuttora eretti. Sul lato sud si trovano i resti di un piccolo chiostro, le camere del monastero e la cucina.
Gli scavi effettuati nel 1984 hanno fatto emergere sotto al monastero fondazioni scavate nella roccia, blocchi di pietra e mattoni ancora in luogo nella parte nord est del sito. Questi resti sono stati indicati da Castellvi come i resti del Trofeo di Pompeo Magno.

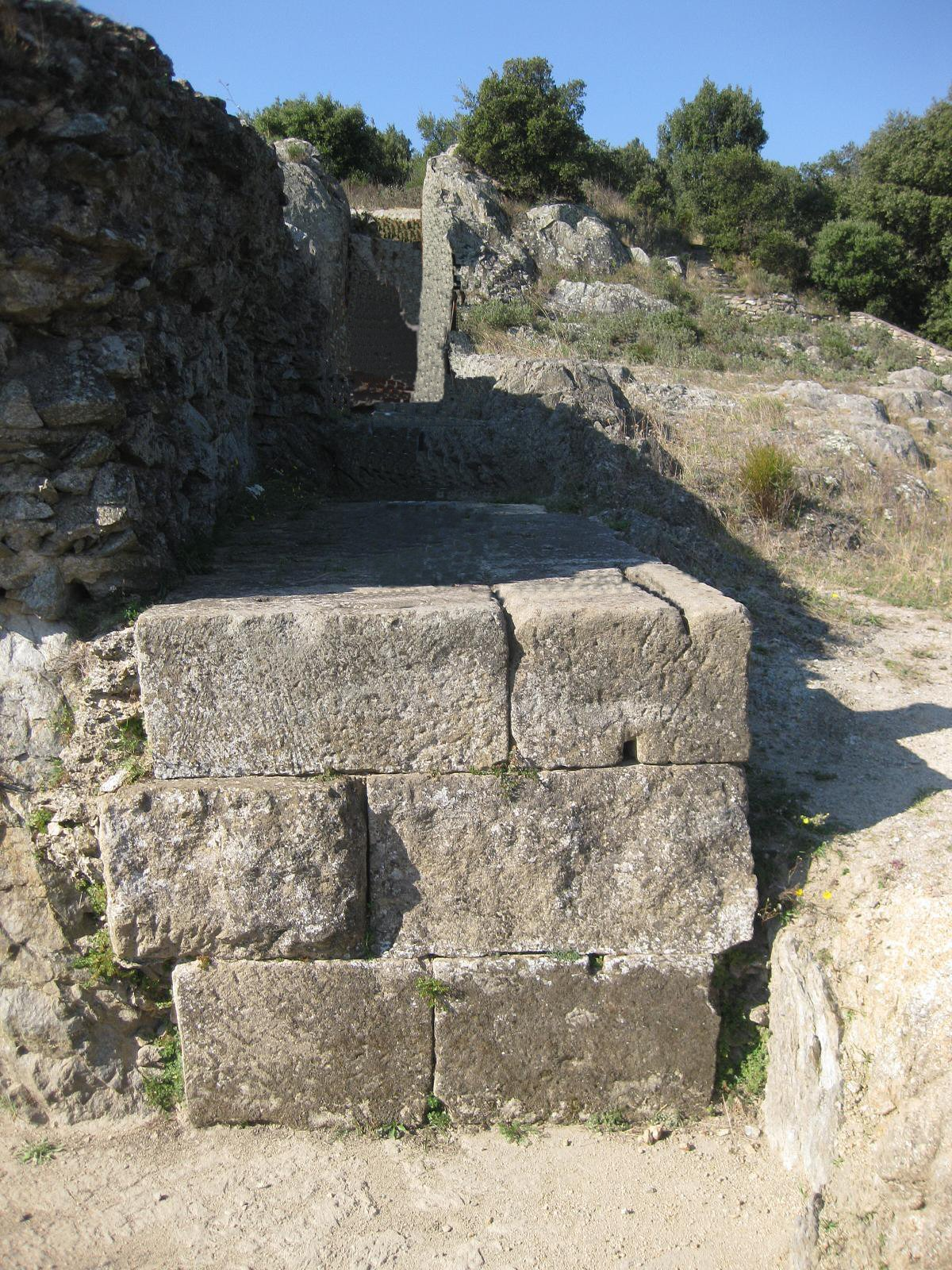
Fondamenta del Trofeo di Pompeo

Il Trofeo fu fatto erigere da Pompeo nel 71 a.C., al suo rientro in Italia, in commemorazione della sua vittoria su Quinto Sertorio, governatore della Spagna Citeriore, rivoltatasi contro Roma nell'80 a.C. Il Trofeo misurava alla base 35 metri per 30 m (corrispondenti a 120 x 100 piedi romani) in quanto doveva essere visto da lontano per simboleggiare la potenza di Roma, portava incisi sulle sue mura i nomi delle 846 città sottomesse da Pompeo.